# Agnese Visconti
Agnese Visconti, född 1363, död 1391, var en italiensk adelskvinna, dam av Mantua mellan 1382 och 1391 som gift med länsherren Francesco I Gonzaga.

## Biografi
1385 blev hennes far avsatt i en kupp av hennes kusin Gian Galeazzo Visconti som härskare i Milano. 
Agnese Visconti förklarade offentligt sig själv som fiende till 
Gian Galeazzo Visconti och tog öppet ställning mot honom. Genom detta blev hon ett politiskt hinder för sin make, som önskade sluta förbund med Gian Galeazzo Visconti. 
År 1391 lät hennes make gripa henne för äktenskapsbrott med Antonio da Scandiano. Det är okänt huruvida de var skyldiga. Oavsett om de var det eller inte, hade hennes make politiska anledningar att göra sig av med henne, och paret avrättades båda genom halshuggning respektive hängning. 
Trots detta slöt hennes make strax därefter en allians mot Gian Galeazzo Visconti. 